# Girolamo Farnese
Girolamo Farnese (né le 30 septembre 1599 à Parme et mort le 18 février 1668 à Rome) est un cardinal italien du XVIIe siècle.

## Biographie
Girolamo Farnese exerce des fonctions au sein de la Curie romaine, notamment comme référendaire au tribunal suprême de la Signature apostolique. Il est abbé commendataire de S. Lorenzo à Novara. Il est élu archevêque titulaire de Patras en 1639 et est envoyé comme nonce apostolique en Suisse. En 1643, il est secrétaire de la Congrégation des évêques, gouverneur de Rome, vice-camerlingue de la Sainte-Église, préfet du palais apostolique et gouverneur de Castelgandolfo.
Le pape Alexandre VII le crée cardinal in pectore lors du consistoire du 9 avril 1657. Sa création est publiée le 29 avril 1658. Le cardinal Farnese est légat apostolique à Bologne et préfet intérimaire du tribunal suprême de la Signature apostolique, pendant l'absence du cardinal Flavio Chigi.
Farnese participe au conclave de 1667, lors duquel Clément IX est élu pape.